# Lassik
Lassik.- Pleme Athapaskan Indijanaca s Eel Rivera i istočnih pritoka Van Dozen, Larrabee i Dobbin u Kaliforniji, srodno plemenu Nongatl ili Saiaz. Prema Kroeberu 1770. su zajedno sa Sinkyonama i Saiazima imali oko 2.000 duša.  Swanton navodi da je ime Lassik nastalo prema njihovom poglavici Las'-sik, čije se značenje ne navodi.
Susjedi im prema istoku bijahu Wintuni, a prema jugu Wailaki, od kojih ih dijeli Kekawaka Creek. U svojim naseljima duž potoka Lassiki su samo tijekom zime. Kuće su im čunjaste, od kore douglasove-omorike (Pseudotsuga Douglasii). Hodge navodi da Lassiki nisu imali niti parne kupelji, niti plesne kolibe, što izgleda prilično neobično za tamošnje krajeve. Prema istom izvoru običaje oplakivanja pokojnika preuzeli su od Wintuna za koje su se često ženili. Njihov dijalekt, za Hodgea, u morfologiji je sličan s hupa, a u fonologiji wailakiju. Powers kaže da po jeziki pripadaju Wintunima, što Hodge naziva 'greškom'.
Plemena Lassik, Nongatl, Sinkyone, kolektivno nazivani Eel River, imaju 2,000 (1800), da bi (1900) broj spao na svega stotinu. Prema procjeni 2,000 ova tri plemena imaju oko 500 duša na starom domorodačkom području .

## Vanjske poveznice
- Swanton
- Eel River Tribes  Arhivirana inačica izvorne stranice od 29. lipnja 2006. (Wayback Machine)
- Lassik Indian History
- THE so called "LASSIK TRIBE" was not a tribe